# Resan bort

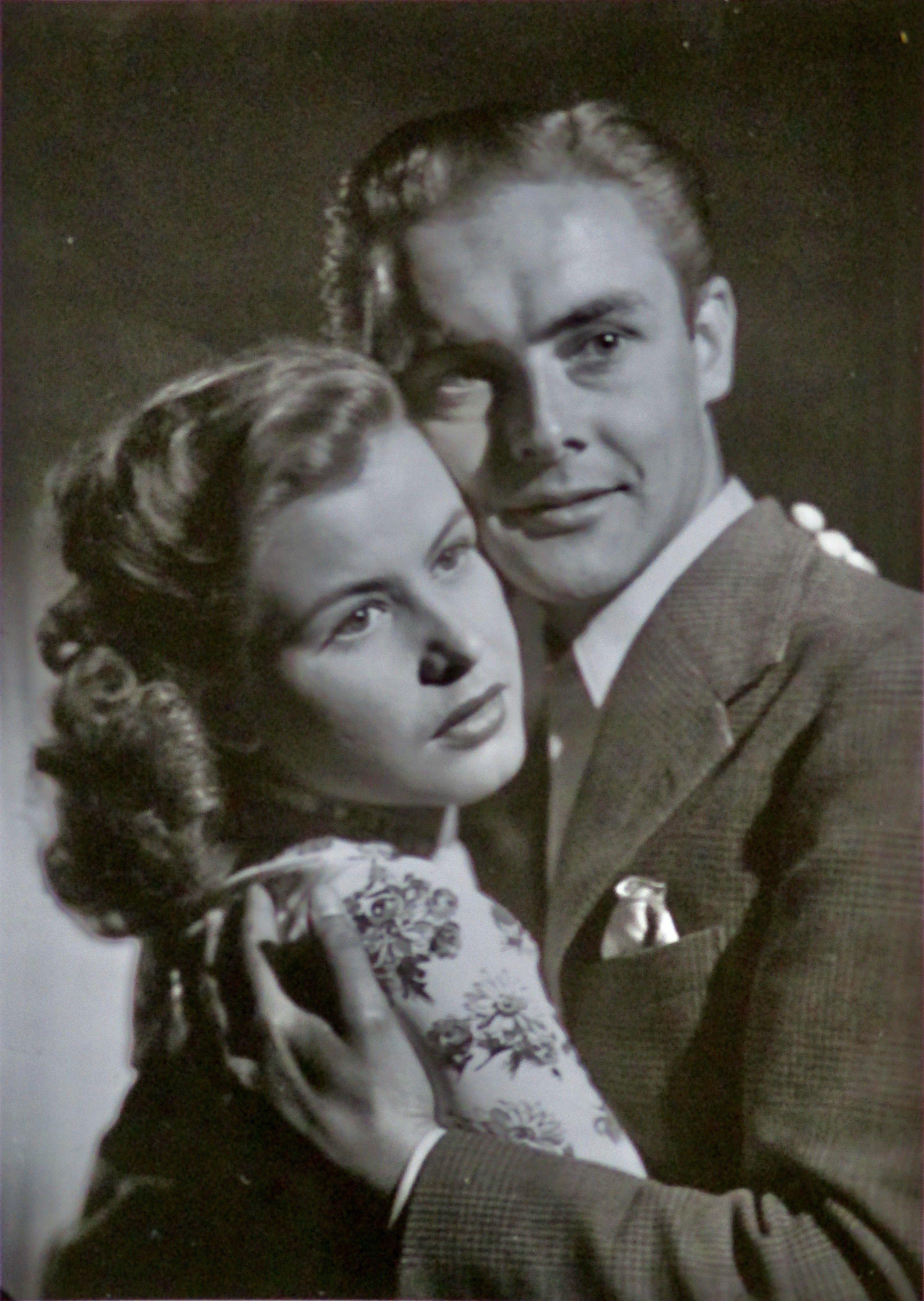
Maj-Britt Nilsson som Eva och Lars Nordrum som Ole i samband med inspelningen av
Resan bort, foto: Louis Huch (1945).

Resan bort är en svensk dramafilm från 1945 i regi av Alf Sjöberg.

## Handling
Eva ska resa med tåget och hennes fästman Ole vinkar av henne. De ska gifta sig när hon återvänder. 
Med samma tåg reser en okänd man, han kliver av på stationen i den lilla staden där Eva klev på. Han går omedelbart till banken i staden, där kliver han in och riktar en pistol mot personalen bakom disken. 
Men efter ett ögonblick börjar banktjänstemannen att gapskratta, när han ser att rånaren är hans barndomskamrat Bernt. 

## Om filmen
Filmen premiärvisades 26 december 1945. Den spelades in i Filmstaden, Råsunda med exteriörer från Lysekil av Martin Bodin. Som förlaga har man en filmidé av Alf Sjöberg. 

## Roller i urval
- Gunn Wållgren - Ellen Andersson
- Holger Löwenadler - Hjalmar Andersson, kamrer på Västsvenska Banken
- Sture Lagerwall - Bernt, äventyrare och tjuv
- Maj-Britt Nilsson - Eva, Ellens syster, restaurangvagnskassörska
- Lars Nordrum - Ole, Evas fästman, norsk flykting, servitör på Stadshotellet
- Hjördis Petterson - Fröken Wetterdahl, bankkassörska
- Åke Claesson - Löfberg, läkare
- Josua Bengtson - en herre på tåget
- Nils Dahlgren - bankdirektören
- Gösta Gustafson - bankkamrer
- Sten Hedlund - polismästaren
- Ernst Brunman - ordensbroder
- Erik Jansson - ordensbroder
- Astrid Bodin - spritkassörskan på Stadshotellet
- Tage Berg - servitör på Stadshotellet
- Ingemar Holde - servitör på Stadshotellet
- Verner Oakland - kock på Stadshotellet
- Mona Geijer-Falkner - kokerska på Stadshotellet

## Musik i filmen
- Det var Bohus Bataljon! (Bohus Bataljon), kompositör Sten Frykberg, text Axel Flodén, instrumental.
- Oci cërnyja, oci strastnyja/Otji tjornyja, otji strastnyja (Svarta ögon), text Karin Juel, instrumental.
- Tango Hawaii, kompositör Nils Castegren, instrumental.
- Fäder, som sova, kompositör Hilding Rosenberg, text Gardar, sång Wilhelm Haquinius
- The Farewell Waltz (Godnatt-valsen), kompositör Herbert Stothart, svensk text 1941 Tommy
- God Save the King (Bevara Gud vår kung), svensk text 1805 Abraham Niklas Edelcrantz, framförs visslande av Lars Nordrum